# Окунево (Бурятия)
О́кунево — посёлок в Баунтовском эвенкийском районе Бурятии. Входит в сельское поселение «Багдаринское».

## География
Расположен на восточном берегу озера Орон, на протоке, соединяющей его с озером Капылюши (Капылучикан), лежащим в полукилометре к востоку от посёлка. Находится в 90 км (по автодороге) к западу от посёлка Ципикан, и в, приблизительно, в 150 км к северо-западу от районного центра — села Багдарин.

## Население
| 2002 | 2010 |
| ---- | ---- |
| 24   | ↘6   |

## История
В начале 1990 годов в посёлке закрылись звероводческая ферма голубых песцов Баунтовского коопзверопромхоза (создана в 1960 году), охотничий участок, взлётно-посадочная авиационная площадка, социальные учреждения — школа, клуб и др.